# Hyohyeon
Hyohyeon, född 1828, död 1843, var en Koreas drottning 1837–1843, gift med kung Heonjong av Korea. 
Hon valdes ut till att gifta sig med kungen i ett arrangerat äktenskap vid nio års ålder. 
Hon avled barnlös vid femton års ålder. 